# روزولت (آریزونا)
روزولت (به انگلیسی: Roosevelt) یک منطقهٔ مسکونی در ایالات متحده آمریکا است که در آریزونا واقع شده‌است. روزولت ۶٫۹۹ کیلومتر مربع مساحت و ۲۶٬۳۶۱ نفر جمعیت دارد و ۶۷۵٫۱۴ متر بالاتر از سطح دریا واقع شده‌است.